# Morazán (Yoro)
Morazán es un municipio del departamento de Yoro en la República de Honduras.

## Toponimia
Su nombre es en honor a Francisco Morazán, paladín de la unión centroamericana y presidente de la República Federal de Centroamérica.

## Límites
| Orientación | Límite                        |
| ----------- | ----------------------------- |
| Norte       | Municipio de Tela, Atlántida  |
| Sur         | Municipio de Victoria, Yoro   |
| Este        | Municipio de Yoro, Yoro       |
| Oeste       | Municipio de El Negrito, Yoro |

## Historia
Se sabe que en tiempos remotos, los habitantes de la actual cabecera vivían en un lugar que dista de ésta tres kilómetros y se llamaba Toledo, pronto los habitantes de éste se trasladaron al lugar donde se encuentra la población y le dieron el nombre de Cataguana y así figura en el recuento de población de 1801, formando parte de la Subdelegación de Yoro.
En 1887, en el censo 1887 ya aparece como municipio.
Inicialmente el municipio de Morazán perteneció como aldea al Municipio de El Negrito, Yoro, con el pasar de los años logró su reconocimiento como municipio y hoy en día es un punto estratégico para el comercio de la región.

## Economía
Morazán se caracteriza por tener un gran potencial económico en sus actividades comerciales, a la vez contar con un fuerte impulso en la siembra de granos básicos como ser, maíz, frijol, café, palma africana, diseminados en el denominado Valle de Cataguana.

## División Política
Aldeas: 23 (2013)
Caseríos: 118 (2013)
| Código | Aldea                            |
| ------ | -------------------------------- |
| 180601 | Morazán                          |
| 180602 | Agua Blanca                      |
| 180603 | Buena Vista                      |
| 180604 | Candelaria                       |
| 180605 | Caridad                          |
| 180606 | Cuyamapa                         |
| 180607 | Chililenga                       |
| 180608 | El Filón del Porvenir            |
| 180609 | La Bolsita                       |
| 180610 | La Cruz                          |
| 180611 | La Estancia                      |
| 180612 | Lempira                          |
| 180613 | Los Prietos o San Martín         |
| 180614 | Mango Seco                       |
| 180615 | Mojimán                          |
| 180616 | Nombre de Dios                   |
| 180617 | Nueva Esperanza                  |
| 180618 | Ocote Paulino                    |
| 180619 | Paya                             |
| 180620 | Portillo de González             |
| 180621 | San Antonio o Palmar             |
| 180622 | San Juan de Camalote             |
| 180623 | San Rafael de Aguacatales        |
|        | Nueva Florida                    |
|        | Rompidos o Los Lirios de Guaymas |

la fragua y la laguna grande